# Acaenasuchus
Acaenasuchus (od gr. akaina, oznaczającego cierń) – wymarły rodzaj archozaura z grupy aetozaurów. Zamieszkiwał tereny dzisiejszego kontynentu północnoamerykańskiego (Arizona w Stanach Zjednoczonych) w okresie triasowym, od około 221,5 do 205,6 miliona lat temu.
Zwierzę żywiło się pokarmem roślinnym.
Aetozaur ten nosił na grzbiecie kolce przypominające ciernie.

## Systematyka
Acaenasuchus nazwany został przez Longa i Murry'ego w 1995. Gatunek typowy stanowi Acaenasuchus geoffreyi. Przypisano go do Stagonolepididae, czego dokonał Irmis w 2005.